# Германская антарктическая экспедиция (1901—1903)

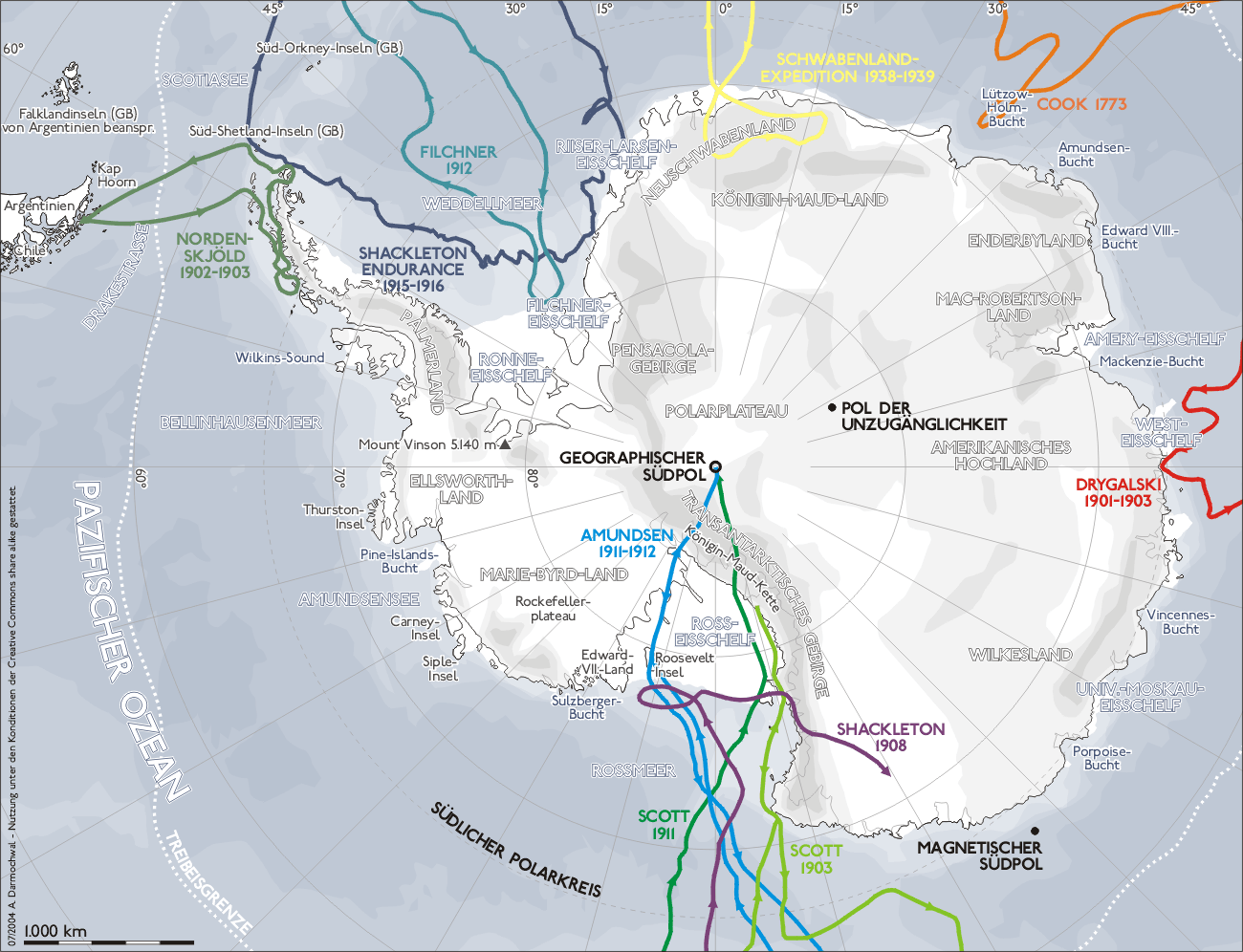
Маршрут экспедиции на карте экспедиций в Антарктиду. Выделен красным цветом

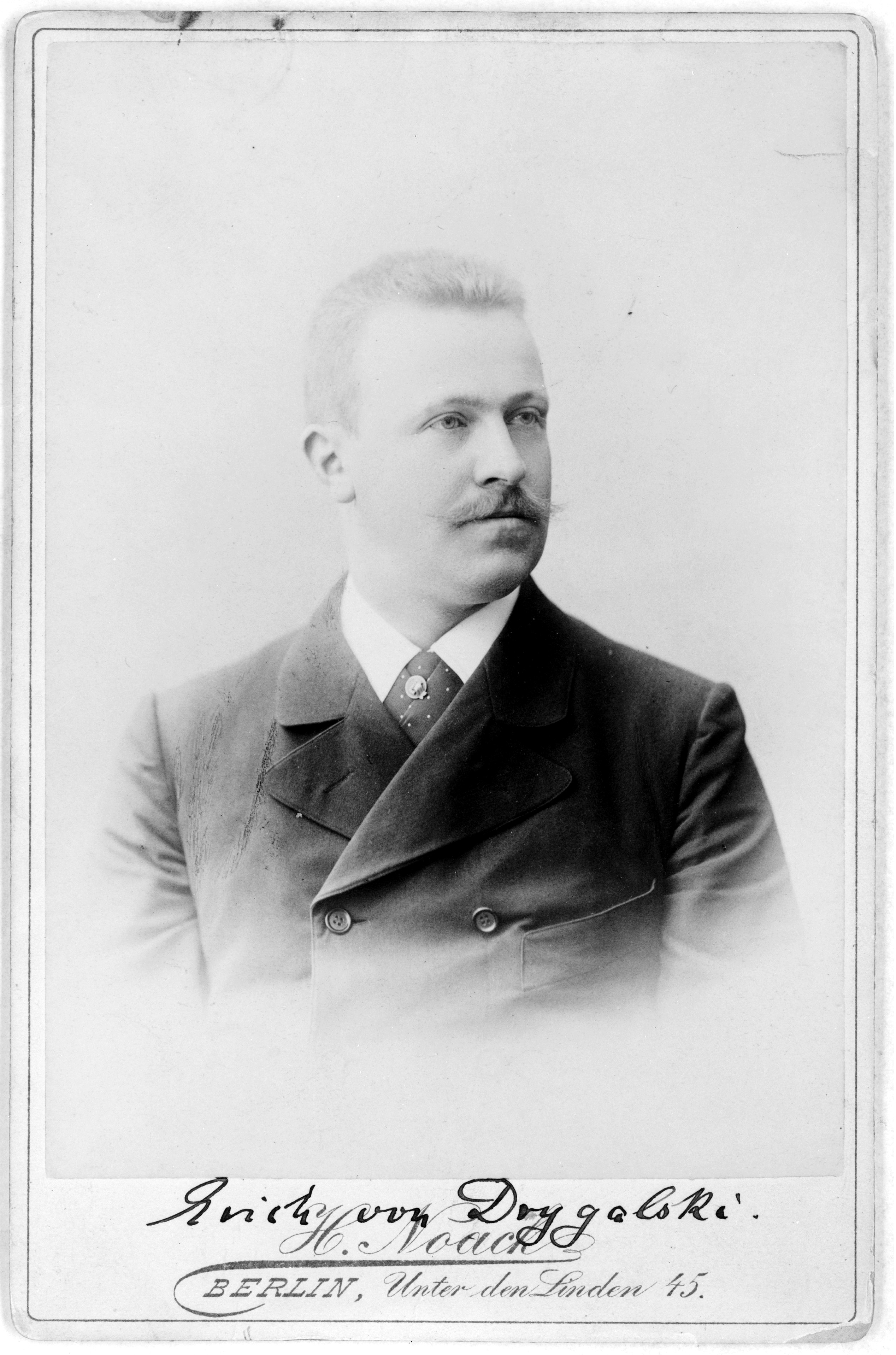
Эрих фон Дригальский (1865—1949)

Германская антарктическая экспедиция (Экспедиция «Га́усса», нем. Gauß-Expedition [по названию исследовательского судна], 1901—1903) — первая немецкая экспедиция в Антарктику, возглавлявшаяся ветераном экспедиций в Гренландию, профессором геологии и геофизики Берлинского университета Эрихом фон Дригальским.

## Экспедиция

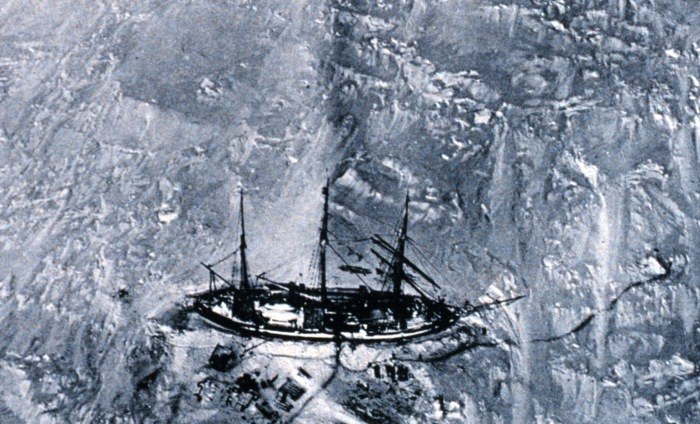
«Гаусс» в Антарктике во время экспедиции. Фотография с привязного аэростата

С 1865 года Георг фон Ноймайер пытался организовать немецкую экспедицию в Антарктиду, но она состоялась лишь спустя десятилетия. Дригальский был выбран руководителем экспедиции остальными её участниками и ему было разрешено построить корабль специально для этой экспедиции. Корабль назвали «Гаусс» в честь Карла Фридриха Гаусса. Экспедиция финансировалась Вильгельмом II, который выделил на неё 1 200 000 золотых марок. Собранные в ходе экспедиции научные данные заложили основу для свободы усмотрения в подходе к научным теориям и для пониманию новой концепции Александра Гумбольдта.
Задачей экспедицией было исследование неизвестной территории Антарктиды, лежащей к югу от архипелага Кергелен. Экспедиция стартовала из Киля 11 августа 1901 года в составе тридцати двух мужчин, в том числе пяти офицеров, пяти учёных и только двух членов императорских ВМС, несмотря на источник финансирования экспедиции. 22 ноября 1901 года корабль прибыл в Кейптаун, где пробыл до 7 декабря, пополняя запасы горючего и провизии.
Небольшая часть команды осталась на Кергеленских островах, куда они прибыли 2 января 1902 года, в то время как основная часть команды последовала дальше на юг. Эрих фон Дригальский нанёс краткий визит на остров Херд и дал первую всеобъемлющую научную информацию о геологии, флоре и фауне острова. Дригальский исследовал неизвестный на тот момент регион Антарктиды к югу от архипелага Кергелен. Выбор этой области между морем Уэдделла и Землёй Эндерби следует из инициативы и распределения усилий международного сообщества по изучению Антарктики, утверждённой президентом Королевского географического общества Клементом Маркемом. Во время экспедиции имело место некоторое сотрудничество с действовавшей в то же время британской антарктической экспедицией, которая работала в другой части континента.
Несмотря на то, что корабль был зажат льдами в течение почти 14 месяцев на расстоянии примерно 70 км до береговой линии, до февраля 1903 года экспедиция обнаружила новые территории в Антарктиде — 21 февраля 1902 года Землю Вильгельма II с вулканом Гауссберг. 16 марта корабль вновь прибыл в Кейптаун для пополнения запасов провизии и горючего, однако германское правительство через своё посольство отказало в дальнейшем финансировании экспедиции, приказав Дригальскому возвращаться в Германию.
Дригальский был первым исследователем, использовавшим газовый аэростат в Антарктиде.
Экспедиция прибыла обратно в Киль 23 ноября 1903 года. Впоследствии Дригальский написал хронику экспедиции и редактировал объёмные научные данные: с 1905 по 1931 годы он опубликовал 20 томов и 2 атласа с описанием экспедиции.